# Kenzo Nakamura
Pour les articles homonymes, voir Nakamura.
Kenzo Nakamura (中村兼三, Nakamura Kenzo), né le 18 octobre 1973 dans la préfecture de Fukuoka, est un judoka japonais. Il est sacré champion olympique en 1996 en catégorie des moins de 71 kg.
Il est le frère des judokas Yukimasa Nakamura et Yoshio Nakamura.

## Palmarès
| Année | Compétition             | Lieu      | Résultat | Catégorie      |
| ----- | ----------------------- | --------- | -------- | -------------- |
| 1995  | Championnats d'Asie     | New Delhi | 1er      | Moins de 71 kg |
| 1996  | Jeux olympiques         | Atlanta   | 1er      | Moins de 71 kg |
| 1997  | Championnats du monde   | Paris     | 1er      | Moins de 71 kg |
| 1997  | Jeux de l'Asie de l'Est | Busan     | 2e       | Moins de 71 kg |
| 1998  | Jeux asiatiques         | Bangkok   | 2e       | Moins de 73 kg |
| 2000  | Championnats d'Asie     | Osaka     | 1er      | Moins de 73 kg |